# Sacrificios humanos en la cultura maya

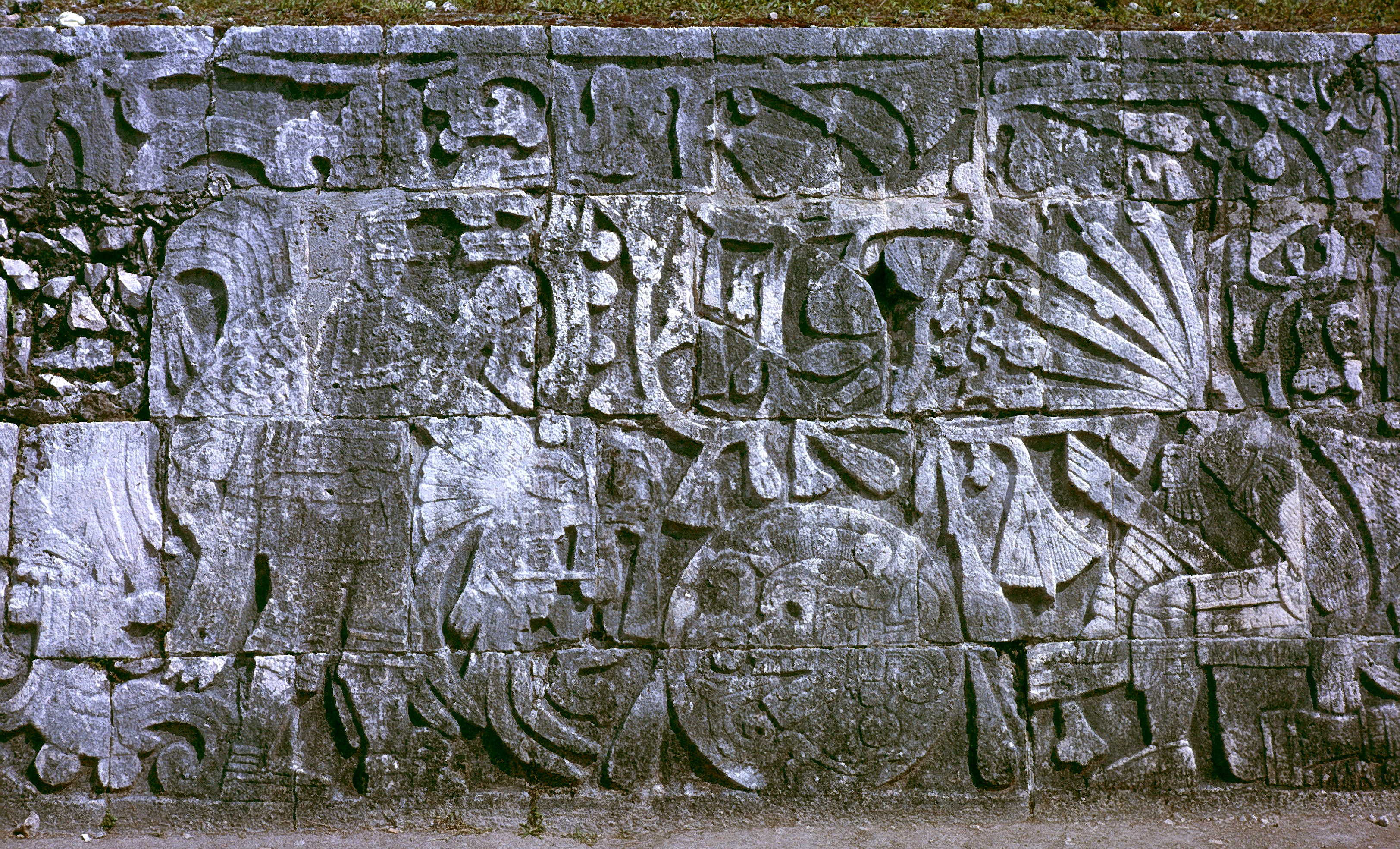
Relieve en la cancha del Gran Juego de Pelota en Chichén Itzá describiendo un sacrificio por decapitación. La figura a la izquierda sujeta la cabeza de la figura a la derecha, cuya sangre brota en forma de serpientes (símbolo de fertilidad) desde su cuello.

Durante la época precolombina, el sacrificio humano en la cultura maya fue una ofrenda ritual para alimentar a los dioses.
La sangre era vista como potente fuente de nutrición de las deidades mayas, y el sacrificio de una criatura viviente por tanto una apreciada ofrenda. Por extensión, el sacrificio de una vida humana era la ofrenda definitiva de sangre a los dioses, y la mayoría de los principales rituales mayas culminaba con un sacrificio humano. Generalmente, en esta cultura solo prisioneros de guerra de alto rango eran sacrificados, con los cautivos de estatus más bajo siendo utilizados para trabajos forzados.
El sacrificio humano entre los mayas es evidente desde al menos el periodo Clásico (c 250-900 d. C.) hasta las etapas finales de la conquista española en el siglo XVII. El sacrificio humano está descrito en el arte clásico maya, es mencionado en textos jeroglíficos de ese periodo y ha sido verificado arqueológicamente mediante análisis de restos esqueléticos de los periodos Clásico y Posclásico (c. 900-1524).
El sacrificio humano es descrito en textos mayas como
los Cantares de Dzitbalché (1440)
el Rabinal achí (1480),
el Códice de Madrid (1520),
el Título de Totonicapán (1554),
los Anales de los cakchiqueles (1560-1604) y
el Popol Vuh (1703).
También aparece en textos coloniales españoles tempranos como la Relación de las cosas del Yucatán, del obispo Diego de Landa (1524-1579).
Los mayas emplearon varios métodos, siendo los más comunes la decapitación y la extracción del corazón. Otras formas adicionales de sacrificio incluían asaetar ritualmente a la víctima con flechas, lanzar a la víctima a un cenote, enterrar vivo para acompañar un entierro aristócrata, el sacrificio de los jugadores en un ritual de renacimiento relacionado con el juego de pelota mesoamericano y el destripamiento.

## Métodos
Los antiguos mayas utilizaron varios métodos en el sacrificio humano, como:

### Decapitación
Los rituales más importantes como la dedicación de templos y palacios o la entronización de un nuevo gobernante requerían una ofrenda humana. El sacrificio de un rey enemigo era la ofrenda más apreciada, implicando la decapitación del gobernante cautivo en una representación ritual de la decapitación del dios maya del maíz por los dioses de la muerte.
En 738, el rey vasallo K'ak' Tiliw Chan Yopaat de Quiriguá (en el noreste de la actual Guatemala) capturó a su gobernante superior, Uaxaclajuun Ub'aah K'awiil de Copán (suroeste de la actual Honduras) y unos días más tarde lo decapitó ritualmente.
Tales sacrificios «reales» (de reyes) eran a menudo registrados en la escritura maya con el glifo «evento hacha». La decapitación de un rey enemigo también podía incluirse en parte del ritual de renacimiento asociado al juego de pelota representando la victoria de los héroes gemelos Ixbalanqué sobre los dioses del inframundo Xibalbá.
El sacrificio por decapitación es descrito en el arte maya del periodo Clásico, y muestra que tenía lugar después de que la víctima fuera torturada, golpeada, quemada, destripada o escalpada (se le arrancaba el cuero cabelludo).
El sacrificio por decapitación aparece descrito en relieves que rodean las dos canchas del juego de pelota de Chichén Itzá (el Gran Juego de Pelota y el Juego de Pelota de las Monjas). El mito de los héroes gemelos relatado en el Popol Vuh informa que cada uno de ellos (así como su padre y su tío) fueron decapitados por sus adversarios en el juego de pelota.

### Extracción del corazón
Durante el periodo posclásico (c. 900-1524) el sacrificio humano por extracción del corazón se volvió el método más común, influidos por los toltecas y aztecas del Valle de México; normalmente tenía lugar en el patio de un templo, o en la cima de la pirámide-templo.
La víctima era desnudada y pintada de azul maya, el color que representa el sacrificio, y ceñida con un tocado picudo.
Cuatro sacerdotes ayudantes pintados de azul representando a los cuatro Chaacs patrones de las direcciones cardinales lo agarraban por cada extremidad mientras permanecía tendido sobre una piedra convexa que empujaba el pecho de la víctima hacia arriba. Un sacerdote denominado «nacom» en la Relación de las cosas de Yucatán de Landa utilizaba el cuchillo sacrificial hecho de sílex para cortar justo bajo las costillas y sacar el corazón aún latiendo. El «nacom» entonces pasaba el órgano al sacerdote oficiante, o chilan, que bañaba con la sangre la imagen de la deidad del templo.
A veces, según el ritual, los cuatro Chaacs echaban el cadáver por las escalinatas del templo hasta el patio abajo, donde sería desollado por sacerdotes auxiliares, excepto las manos y pies. El chilan entonces se sacaba su atuendo ritual y vestía la piel de la víctima sacrificada para iniciar un baile ritual que simbolizaba el renacer de la vida. Si el que había sido sacrificado había sido un guerrero especialmente valiente, entonces el cadáver sería descuartizado y las partes comidas por los guerreros y otros asistentes. Las manos y los pies eran ofrecidos al chilan que, si habían pertenecido a un cautivo de guerra, guardaba los huesos como trofeo. Las investigaciones arqueológicas indican que el sacrificio con extracción del corazón ya se daba a finales del periodo Clásico.

### Sacrificio con flechas
Algunos rituales implicaban el sacrificio por asaetamiento. La víctima era desnudada, pintada de azul y obligada a llevar un gorro picudo, de manera similar a la preparación para el sacrificio con extracción del corazón. Después era atada a un poste durante un baile ritual, y le era extraída sangre de los genitales con espinas con la que se embadurnaba la imagen de la deidad. Un símbolo blanco era pintado sobre el corazón de la víctima, el cual servía como objetivo para los arqueros. Los bailarines entonces pasaban por delante, disparando flechas por turno hasta que el pecho entero estuviera lleno de proyectiles. El sacrificio con arco y flecha se registra desde el periodo Clásico (c. 250-900), y aparece descrito en grafitis en las paredes del Templo II de Tikal.
Los Cantares de Dzitbalché es una colección de poemas mayas yucatecos escritos a mediados del siglo XVIII; dos poemas tratan sobre el sacrificio con flecha y se cree son copias de poemas que datan del siglo XV, durante el periodo Posclásico. El primero, titulado Pequeña flecha, es una canción que llama al sacrificado a ser valiente y permanecer tranquilo. El segundo se titula Baile del arquero y acompañaba a un ritual dedicado al sol naciente; incluye instrucciones para el arquero: se le instruye sobre cómo debe preparar sus flechas y bailar tres veces alrededor del sacrificado. Se indica al arquero no disparar hasta la segunda vuelta, y asegurarse de que el sacrificado muera lentamente. En la tercera vuelta, mientras se mantiene bailando, el arquero debe disparar dos veces.
Una escena similar es descrita en los Anales de los Cakchiqueles, donde un prisionero importante es atado a un andamio; los guerreros cakchiqueles empiezan un baile "de sangre ritual" y proceden a dispararle hasta llenarlo de flechas. En la obra posclásica tardía en lengua quiché Rabinal Achí, un cautivo de guerra importante es atado a una estaca que representa el mitológico Árbol del Maíz y es sacrificado mediante asaetamiento; el texto compara a los arqueros con cazadores y el sacrificio con la caza.

### Otros métodos
Un grafiti del clásico Tardío en una estructura enterrada debajo del grupo G en Tikal muestra a una víctima con las manos atadas tras la cabeza; está siendo destripado. En la ciudad del periodo Clásico de Palenque, una joven de veinte años fue enterrada viva para acompañar un difunto anciano aristócrata como ofrenda funeraria.
En el cenote sagrado de Chichen Itzá, eran lanzadas personas como ofrenda en tiempos de sequía, hambruna o enfermedad. El cenote sagrado es un hoyo natural producto del hundimiento de la caliza local; de aproximadamente 50 metros de ancho y una caída de 20 metros hasta la superficie del agua, con otros 20 metros de profundidad. Los lados del cenote son escarpados. El sacrificio humano fue así practicado allí hasta la conquista española del Yucatán, mucho después de la decadencia de la ciudad.
A veces las víctimas eran atadas juntas hasta formar una pelota y eran lanzadas y rebotadas en una recreación ritual del juego de pelota.

## Historia

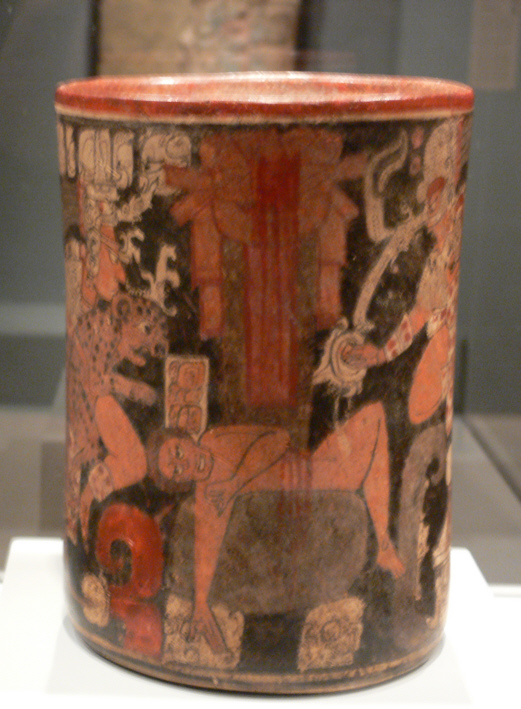
Vaso maya del periodo clásico con una escena de sacrificio humano.

### Periodo clásico (250-900)
El sacrificio humano es descrito en obras de arte del clásico tardío e implican a veces tortura previa; el sacrificio era generalmente mediante decapitación. A veces la víctima era vestida como un venado. El sacrificado podía haber sido públicamente mostrado y desfilar antes del sacrificio. Las imágenes de sacrificio humano eran a menudo esculpidas en los escalones de la arquitectura maya y tales escalinatas pudieron ser el escenario de los periódicos sacrificios. La decapitación ritual está bien atestiguada en los textos jeroglíficos mayas durante el periodo Clásico.
Evidencia de sacrificios masivos durante el periodo Clásico no ha sido recuperada arqueológicamente, pero excavaciones arqueológicas en numerosos sitios, incluyendo Palenque, Calakmul y Becán, han descubierto esqueletos con marcas en las vértebras y costillas compatibles con la extracción del corazón al momento de la muerte con un cuchillo de sílex de hoja larga.
Durante el periodo Clásico, el sacrificio de servidores para acompañar los entierros de personajes de alto rango probablemente pudo ser generalizado y utilizando el método de extracción del corazón, dejando poca evidencia en los restos esqueléticos.
Análisis de los restos con trazas de extracción cardíaca indican que durante el periodo Clásico, los mayas utilizaban un método que implicaba cortar el diafragma inmediatamente por debajo de las costillas y arrancar el corazón.

### Periodo Posclásico (900-1524)
Un entierro masivo posclásico en Champotón (en el estado mexicano de Campeche), incluye esqueletos con evidencia de golpes violentos en el esternón interpretados como huellas de sacrificio con extracción del corazón. El Códice de Madrid, un libro en jeroglíficos mayas también del posclásico, contiene una ilustración de este tipo de sacrificio, con la víctima tendida sobre una piedra arqueada.
Entre los habitantes del reino quiché de Q'umarkaj, en las tierras altas de Guatemala, el sacrificio humano se ofrecía a los dioses.
El fraile Francisco Ximénez (1666-1722) describió la tradición de que en el templo del dios Tohil, los sacrificios humanos estaban ligados al culto a la deidad, donde el sacerdote abriría el pecho de la víctima y sacaría fuera su corazón. Después del sacrificio, el cuerpo de la víctima era lanzado por las escalinatas del templo, luego decapitado y la cabeza descarnada colocada en un muro de cráneos localizado delante del templo.
En la epopeya épica quiché Popol Vuh, el dios Tohil reclama su derecho a amamantarse como un bebé del pecho del pueblo, pero Tohil succiona sangre humana del pecho de la víctima sacrificada. El Popol Vuh también describe cómo el Héroe Gemelo Hunahpu es sacrificado con la extracción de su corazón y decapitando su cabeza.
El sacrificio humano probablemente también se ofrecía al dios quiché de los montes, Jacawitz.
En el documento quiché Título de Totonicapán también se menciona el sacrificio humano. Un pasaje largo que describe un sacrificio humano es difícil de interpretar pero presenta la extracción del corazón y el sacrificio con flechas, el desollamiento de la víctima y el uso de su piel de una manera similar a los rituales aztecas asociados con su dios Xipe Tótec, y menciona el cuchillo sacrificial del dios Tohil.

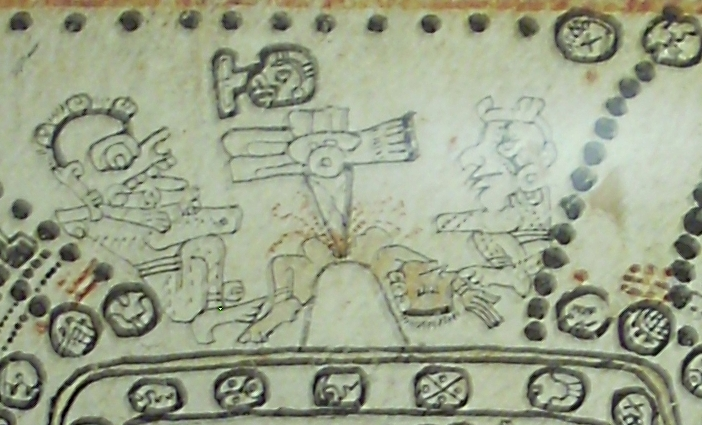
Una sección de la página 76 del Códice de Madrid, que representa el sacrificio por extracción del corazón.

Los mayas cakchiquel, vecinos de los quichés, también practicaban el sacrificio humano. Amplias evidencias de sacrificio humano han sido excavadas en Iximché, su capital (fundada en 1470).
El sacrificio humano es evidente en el sitio del altar de la Estructura 2, de un tipo utilizado para sacrificio del corazón, y por un escondite cilíndrico con cráneos tomados de víctimas decapitadas acompañados por cuchillos de obsidiana. Una flauta pentatónica elaborada del fémur de un niño fue recuperada de uno de los templos y es también indicativa de sacrificio humano. Un cuchillo sacrificial de sílex fue también recuperado de la Estructura 3, y un altar circular en el sitio es muy similar a aquellos utilizados para la "lucha ritual de guerreros" por los aztecas y aquí pudo haber servido para el mismo propósito.
Los Anales de los cakchiqueles registran que alrededor de 1491 los gobernantes de Iximché fueron capturados por los gobernantes quiché, así como la imagen de Tohil. El rey capturado y su cogobernante fueron sacrificados junto con el hijo y el nieto del rey, otros aristócratas y guerreros de alto rango. El mismo texto describe cómo los cakchiqueles capturaron a un poderoso señor, llamado Tolk'om, que fue atado a un andamio y disparado con flechas durante un baile ritual.

### Sacrificio humano durante la conquista española (1511-1697)
En 1511 la carabela española Santa María de la Barca zarpó a lo largo de la costa centroamericana hacia la isla de Santo Domingo desde el Darien (en la actual Panamá) al mando de Pedro de Valdivia. El barco naufragó en un arrecife en algún lugar cerca de Jamaica. Hubo justo veinte supervivientes, incluyendo el capitán Valdivia, Gerónimo de Aguilar y Gonzalo Guerrero. Los supervivientes se pusieron a la deriva en uno de los botes del barco, con remos en mal estado y ninguna vela; después de trece días durante los que la mitad de los supervivientes murieron, tocaron tierra en la costa de Yucatán. Allí fueron capturados por el señor maya Halach Uinik
El capitán Valdivia fue sacrificado con cuatro de sus compañeros, y su carne servida en un festín. Los otros prisioneros fueron encerrados y engordados para su posterior matanza, aunque Aguilar y Guerrero consiguieron escapar.
Después del desastroso asalto liderado por los españoles en Uspantán en 1529, los cautivos tomados por los uspantecos fueron sacrificados al dios Exbalamquen, uno de los Héroes Gemelos.
En 1555 Acala y sus aliados lacandones asesinaron al fraile español Domingo de Vico. De Vico ―quien había establecido una pequeña iglesia misionera en San Marcos (en la Alta Verapaz, en la actual Guatemala)― había ofendido a un gobernante maya local. El dirigente indígena atravesó con una flecha el cuello del fraile; entonces los indígenas enojados lo sacrificaron abriéndole el pecho y extrayendo su corazón. A continuación su cadáver fue decapitado y se llevaron la cabeza como trofeo, la cual nunca fue recuperada por los españoles.
A principios de los años 1620 un grupo de españoles recibió permiso para visitar la capital aun independiente de los itzá en Nojpetén, al mando del fraile Diego Delgado quien iba acompañado por 13 soldados españoles y 80 guías mayas cristianizados de Tipu, ahora en Belice. La partida fue capturada al completo al llegar a Nojpetén y sacrificados extrayendo sus corazones, después decapitados y sus cabezas expuestas en estacas alrededor de la ciudad; Delgado fue descuartizado.
Otro importante destacamento español fue emboscado en Sakalum en enero de 1624 y asesinados. El capitán español Francisco de Mirones y un monje franciscano fueron sacrificados mediante extracción del corazón después de ser atados a los postes de la iglesia. El resto de la partida de españoles también fueron sacrificados, y sus cuerpos empalados en estacas en la entrada del pueblo.
En 1684 tres franciscanos ―Francisco Custodio, Marcos de Muros, y un hermano laico de nombre desconocido― fueron asesinados, probablemente en sacrificio, en Manche Ch’ol, un poblado de la demarcación de Paliac en la costa caribeña de Belice.
Varios misioneros españoles fueron sacrificados en Nojpetén. En febrero de 1696 el fraile franciscano Juan de San Buenaventura y otro compañero franciscano no especificado fueron llevados a Nojpetén durante una escaramuza entre el Yucatec español y el Itzá en la orilla oeste de lago Petén Itzá. El sumo sacerdote itzá AjKin Kan Ek' relató más tarde que ató a los franciscanos en forma de cruz y luego les extrajo los corazones.
Aproximadamente un mes más tarde, una expedición española guatemalteca fue emboscada, todos los soldados fueron asesinados. Los frailes dominicos Cristóbal de Prada y Jacinto de Vargas fueron llevados a la isla de Nojpetén y se les ató de modo parecido a cruces en forma de aspa antes de abrirles el pecho y sacarles el corazón.